# Darko Vuković
Darko Vuković (Novi Sad, SAP Vojvodina, SR Srbija, Jugoslavija, 1971.) je umjetnik iz Novog Sada, autonomna pokrajina Vojvodina, Republika Srbija.

## Školovanje i karijera
Završio je srednju dizajnersku školu, a studirao je u Novom Sadu, gdje je 1992. godine diplomirao na Akademiji umjetnosti u Novom Sadu, smjer grafičke komunikacije.
Na istoj akademiji je 2004. godine magistrirao na temu „Ljudska figura u kazališnom plakatu". 
Na novosadskoj Akademiji umjetnosti radi od 1997. godine kao asistent, a od 2007. godine je docent za predmet Plakat. 

## Djela
Autor je brojnih plakata, osobito kazališnih te ostalih vrsta dizajnerskih djela: dizajnirao je kalendare, logotipe, publikacije i ostalo. Od poznatijih radove koje je ilustrirao su knjiga Marija Bare i Tomislava Žigmanova Hrvati u Vojvodini u povijesti i sadašnjosti - osnovne činjenice, omot knjige Ilije Žarkovića Zaboravljeni rječnik - govor golubinačkog kraja i Godišnjak za znanstvena istraživanja, likovna oprema knjige o prvom suvremenom slikaru u bunjevačkih Hrvata Stipanu Kopiloviću.
Imao je samostalne i skupne izložbe, kako u tuzemstvu, tako i u inozemstvu. Jednu takvu samostalnu izložbu je ostvario u Subotici, u prostorijama Zavoda za kulturu vojvođanskih Hrvata 2. veljače 2010. godine..
Od 1996. godine je članom UPIDIV-a.

## Nagrade
Dobio je više priznanja i nagrada. 

## Vanjske poveznice
- Radio Subotica na hrvatskom  Arhivirana inačica izvorne stranice od 28. veljače 2021. (Wayback Machine) Siniša Jurić: Plakati za plakat Darka Vukovića, 27. ožujka 2012.